# Usine Ford de Cologne
L'usine Ford de Cologne est un important site industriel comportant plusieurs usines pour la construction d'automobiles situées à Cologne, dans le Land de Rhénanie-du-Nord-Westphalie (Allemagne). Elle appartient à la société Ford Werke GmbH (Ford Motor Company AG jusqu'en 1939 puis Ford-Werke AG jusqu'en 2004), filiale allemande du groupe américain Ford Motor Company.

## Origine
Le 17 août 1925, le Reich allemand lève l'interdiction d'importer des automobiles étrangères, décrétée en 1920. Dès le 18 août 1925, la société "Ford Motor Company Aktiengesellschaft" est inscrite au registre du commerce de Berlin. Le maire de Cologne, Konrad Adenauer, arrive à convaincre Henry Ford de construire une usine sur sa commune. Le 28 octobre 1929, il met à disposition un terrain de 17 hectares (avec une option pour 30 ha supplémentaires) pour la construction de l'usine à Cologne-Niehl, dont le projet est dimensionné pour une production annuelle de 250.000 véhicules. La construction a coûté 12 millions de Reichsmarks. En 1930, le siège de l'entreprise est transféré de Berlin à Cologne. L'usine de Berlin (en location) ferme ses portes le 15 avril 1931 après avoir fabriqué 30.129 exemplaires de la voiture Ford A II et son dérivé utilitaire AA.
Henry Ford pose la première pierre de la future usine de Cologne le 2 octobre 1930. La production de la Ford A commence le 4 mai 1931 avec 619 salariés. L'usine n'a fermé que trois semaines depuis son ouverture, en raison de la crise économique mondiale de 1929/32. En 1931, plus de 6.000 véhicules ont été assemblés. En 1932, la Ford Model B est lancée aux États-Unis et en août 1932, la première Ford B est assemblée à Cologne. À partir de 1935, elle est commercialisée sous le nom de « Ford Rheinland ». 1.784 Ford B et 5.575 Ford Rheinland ont été produits en Allemagne.

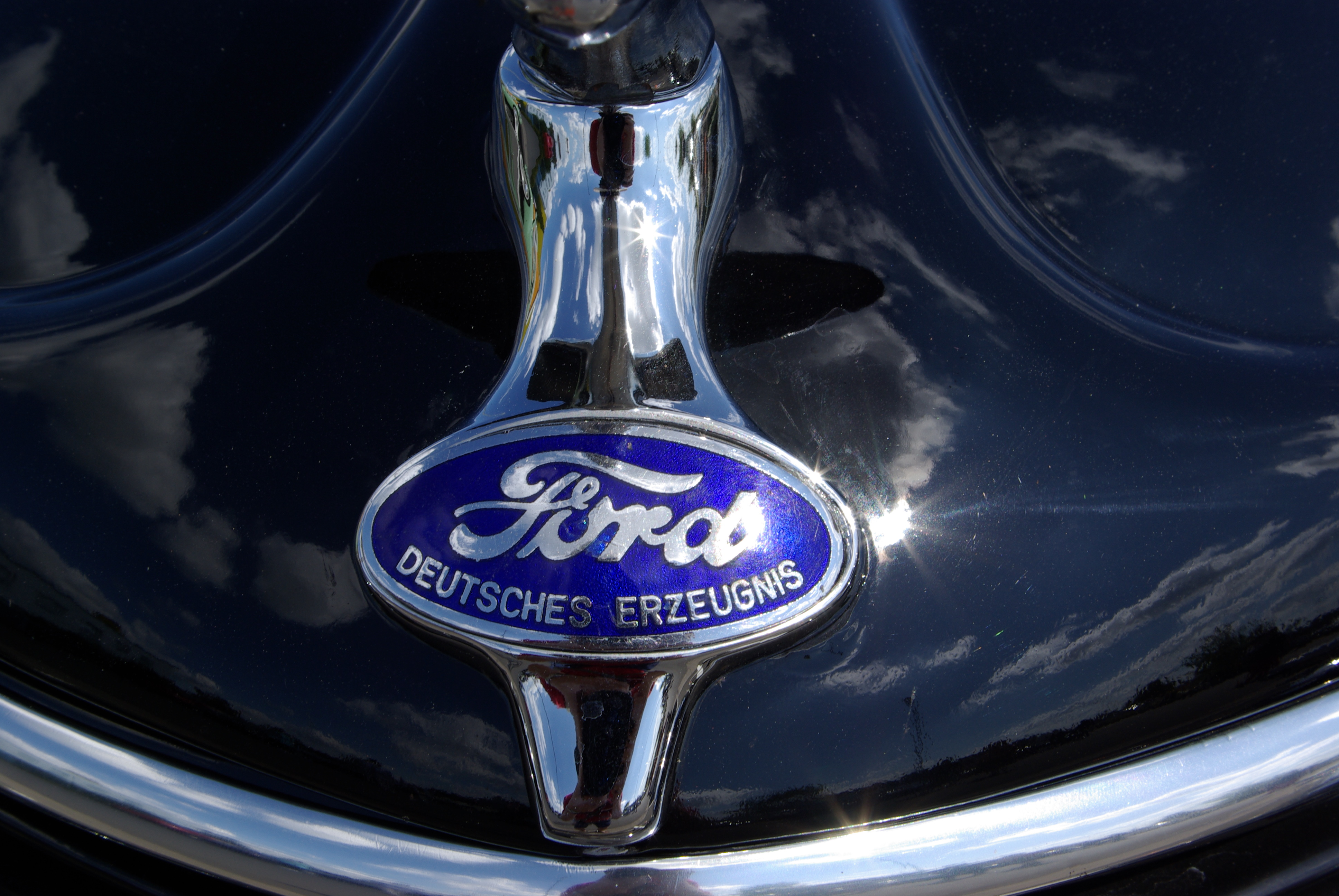
Logo Ford Deutsches Erzeugnis (1933-1939)

L'usine de Cologne est destinée à produire, conjointement avec l'usine de Halewood (Royaume-Uni), des automobiles Ford destinées à leurs marchés respectifs.
À partir de 1933, les voitures Ford construites durant le Reich allemand sont marquées "produit allemand". Le terme "Deutsches Erzeugnis" a été ajouté sur le logo Ford.

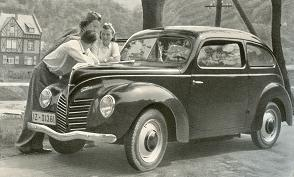
Taunus G93A (1940) Taunus à bosse)

En 1933, le modèle B-Rheinland est remplacé par la Ford Köln et, en 1935 par la Ford Eifel, dont environ 61.500 exemplaires seront construits jusqu'au début de la guerre. Dans les années 1930, Ford occupait la quatrième place des immatriculations, derrière Opel, Auto Union et Daimler-Benz. La Taunus G93A ("Buckeltaunus" Taunus à bosse) a été lancée en 1939 pour succéder à la Ford Eifel. Peu après, sous la très forte pression du gouvernement nazi, Ford a dû arrêter la production de voitures particulières pour ne fabriquer que des véhicules militaires pour la Wehrmacht.
Pendant la Seconde Guerre mondiale, les usines Ford de Cologne, de Berlin-Johannisthal (de la société Ambi-Budd), d'Amsterdam aux Pays-Bas et de Poissy en France (de Ford SAF et son sous-traitant la Société des Usines Chausson de Gennevilliers) ont produit de nombreux véhicules pour la Wehrmacht, notamment des camions (Ford type B/V 3000), des voitures militaires Einheits-PKW et des camions semi-chenillés « Maultier ». 
En 1942, Ford doit arrêter la production de voitures particulières pour se consacrer à celle de camions pour la Wehrmacht. En 1942, les registres de l'entreprise mentionnent que l'entreprise utilise 25 % de travailleurs forcés étrangers, soit 1.000 ouvriers mais en 1943, cette proportion passe à 50 %, soit 2.500 ouvriers. Ford payait aux S.S. 6 Reichsmarks par jour pour les ouvriers qualifiés et 4 Reichsmarks pour les ouvriers non qualifiés.
Vraisemblablement pour se débarrasser de la rumeur selon laquelle Ford aurait profité de la Seconde Guerre mondiale dans les deux camps, Henri Ford II a déclaré avoir perdu le contrôle des usines allemandes durant cette période. Le fait est, jusqu'à ce que les États-Unis entrent en guerre en décembre 1941, près de la moitié des actions de Ford-Werke AG étaient entre des mains allemandes et l'entreprise était gérée par le commissaire du Reich pour les biens ennemis, Johannes Krohn. Les nazis au pouvoir durant le Troisième Reich ont interdit l'utilisation du logo Ford originel. À la place, la Cathédrale de Cologne a figuré sur la calandre des modèles Ford même un peu après la fin de la guerre. À partir de 1943, les britanniques et les américains ont bombardé à plusieurs reprises les usines allemandes et notamment l'usine Ford de Cologne. Un attentat a endommagé le site d'essais et les quartiers ouvriers le 18 octobre 1944. L'usine a subi les plus gros dégâts lors de l'invasion américaine, quand l'artillerie allemande l'a bombardée depuis l'autre rive du Rhin. La production a été interrompue le 16 novembre 1944 pour ne reprendre normalement qu'à partir du 4 mai 1945 avec 2.700 salariés. En 1946, Ford-Werke AG n'a produit que 4.700 camions en raison de la pénurie de matières premières. Le 27 janvier 1950, Ford Motor Company rachète toutes les actions détenues par des tiers et devient propriétaire à 100% des filiales britannique et allemande. Le 30 novembre 1954, Ford SAF vend son usine de Poissy à Simca en échange de 15% de la société (détenue majoritairement par le groupe italien Fiat SpA) qu'il revendra à Chrysler en 1958. Pour la première fois de son histoire, Ford Werke AG a construit plus de 100.000 voitures (128.532) en 1958 mais accumule de très lourdes pertes, ce qui met en jeu la survie de l'entreprise. Le 29 mai 1961, l'usine Ford de Cologne fête la millionième voiture fabriquée. En 1969, Ford Werke AG signe avec la Carrozzeria Ghia de Turin un contrat pour assurer la conception des finitions de luxe de ses modèles, entreprise rachetée en 1972.
Robert Hans Schmidt, Président de Ford Werke pendant la Seconde Guerre mondiale a utilisé le travail forcé, des travailleurs étrangers d'Europe de l'Est et de l'Ouest, essentiellement des travailleurs forcés, des prisonniers de guerre, des internés militaires italiens et prisonniers du camp de concentration de Buchenwald, alors que le régime nazi ne l'avais jamais requis. Il a aussi engagé la fabrication illégale de munitions peu avant l'entrée en guerre des États-Unis. En mars 2000, la direction de Ford USA a versé 13 millions de dollars US au fonds de restitution gouvernemental pour indemniser environ 1,2 million de survivants du travail forcé nazi.

## Production
Modèles produits à Cologne,

Nota : les quantités mentionnées sont les véhicules sortis des chaînes de l'usine de Cologne. Certains modèles ont également été fabriqués dans l'usine de Berlin (jusqu'en 1931) et l'usine de Sarrelouis ouverte en 1970 et qui sera fermée en 2025.

### Automobiles
| Photo | Modèle                            | Période             | Production   |
| ----- | --------------------------------- | ------------------- | ------------ |
|       | Model A                           | 1931-1932           | ≈ 1.200      |
|       | V8                                | 1932-1941           | ≈ 18.000     |
|       | Model B                           | 1932-1934           | 1.784        |
|       | Rheinland                         | 1932-1936           | 5.575        |
|       | Köln (Y)                          | 1933-1936           | 11.121       |
|       | Eifel                             | 1935-1939           | 61.495       |
|       | Taunus G93A G73A                  | 1939-1942 1948-1952 | 7.092 76.590 |
|       | Taunus 12M/15M (P1)               | 1952-1962           | 375.116      |
|       | Taunus 17M (P2)                   | 1957-1960           | 62.828       |
|       | Taunus 17M (P3)                   | 1960-1964           | 669.731      |
|       | FK.1000/1250 Taunus Transit       | 1953-1961 1961-1965 | 255.824      |
|       | Taunus 12M (P4)                   | 1962-1966           | 680.206      |
|       | Taunus 17M/20M (P5)               | 1964-1967           | 710.059      |
|       | Taunus 12M/15M (P6)               | 1966-1970           | ≈ 670.000    |
|       | Taunus P7                         | 1967-1971           | 567.482      |
|       | Capri I - II & III                | 1968-1986           | ≈ 1.400.000  |
|       | Consul / Granada I & II           | 1972-1985           | ≈ 1.600.000  |
|       | Fiesta I - II - III - IV - V - VI | 1979-1983           | ≈ 9.200.000  |
|       | RS200                             | 1983-1986           | 200          |
|       | Scorpio I                         | 1985-1994           | ≈ 750.000    |
|       | Scorpio II                        | 1994-1999           | 98.587       |
|       | Puma                              | 1997-2001           | ≈ 129.000    |
|       | Fusion                            | 2002-2012           | ≈ 812.000    |
|       | Fiesta VII                        | 2017-2023           |              |

### Camions
Comme pour la division automobiles, Ford Motor Company AG (jusqu'en 1939, puis Ford-Werke AG jusqu'en 2004), a assemblé et fabriqué des véhicules utilitaires, des camions et des châssis pour autobus dans l'usine de Cologne. Les modèles étaient tous d'origine et de conception américaine équipés de moteurs essence. Après le modèle AA (1931-32), directement dérivé de la voiture Model A, le constructeur lance le BB (1932-39), aussi directement dérivé de la voiture Model B qui survécu en fait jusqu'en 1950 sous le nom Ford Ruhr. Le V8-51 (1937-39) était aussi un "BB" équipé d'un moteur V8 développant 90 chevaux.
À partir de 1933 et jusqu'en 1946, tous les véhicules Ford (automobiles et camions) construits durant le Reich sont marqués "produit allemand". Le terme "Deutsches Erzeugnis" a été ajouté sur le logo Ford.
Dès le début de la Seconde Guerre mondiale, le 1er janvier 1940, le régime nazi, comme l'avait fait l'Italie fasciste de Mussolini en juillet 1937, a imposé le plan Schell (de), un système d'unification et de standardisation des camions pour faciliter leur entretien et ne détenir qu'un seul stock de pièces détachées pour les réparations. Tous les constructeurs de camions ont été soumis au régime de l'effort de guerre. Les 114 types de camions ont été réduits à 19, basés sur quatre types de base. La répartition de la production a été planifiée selon le tableau ci-dessous, et la production de voitures particulières a été progressivement interrompue à partir du milieu d'année 1940 au profit de l'économie de guerre.
| Camion 1,5 tonne | Camion 3 tonnes | Camion 4,5 tonnes | Camion 6,5 tonnes |
| ---------------- | --------------- | ----------------- | ----------------- |
| Opel             | Opel            | Daimler-Benz      | Daimler-Benz      |
| Phänomen (de)    | Ford-Werke      | Büssing-NAG       | MAN               |
| Steyr            | Borgward        | MAN               | Krupp             |
|                  | Daimler-Benz    | Saurer            | Vomag (de)        |
|                  | Magirus         | Henschel          |                   |
|                  | MAN             | Magirus           |                   |

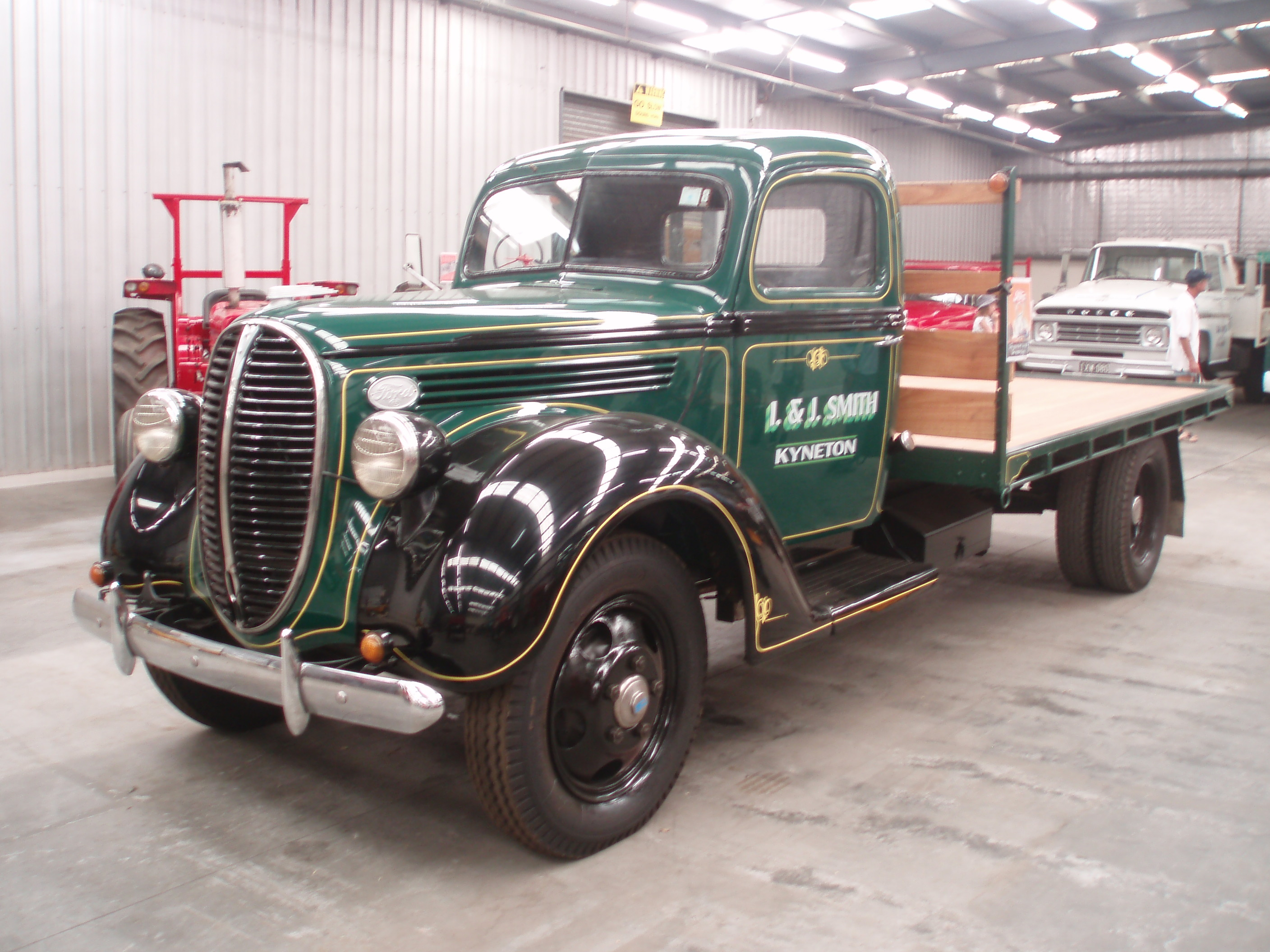
Ford V8-85 USA «barrel nose»

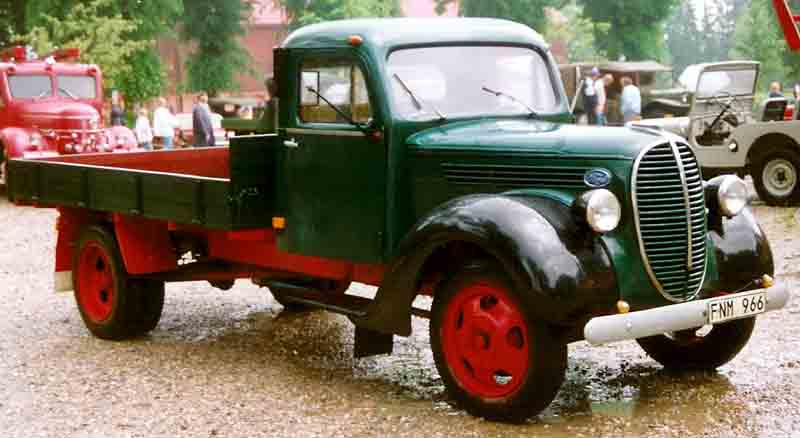
Ford 77-81 / G.917T civil

C'est ainsi que Ford s'est vu imposer la construction d'un camion de 3 tonnes de charge utile, connu comme B/V-3000, dérivé du Ford V8 américain, dont les codes types utilisés par la Wehrmacht étaient :
- G987T : 1939-1941 - moteur essence V8 3,6 litres soupapes latérales  75 à 90 ch - 19.158 exemplaires (modèles G.987T & G.997T cumulés),
- G917T : 1939-1948 - moteur essence V8 3,9 litres soupapes latérales 95 ch - 6.041 ex,
- G997T : 1941-1942 - moteur essence 4 cylindres 3,2 litres type BB 52 ch,
- G987TG : 1939-1947 - moteur essence 4 cylindres 3,2 litres type BB, version civile avec gazogène.

Ces camions étaient fondamentalement identiques aux modèles américains et anglais 77-81 «barrel nose» (nez de baril) de 1938. Le Fordson, identique mais avec la conduite à droite, a été produit par Ford Britain, Matford en France et Ford-Vairogs (de) en Lettonie. Les caractéristiques de la version allemande étaient le pare-brise non divisé et la calandre avec une seule baguette centrale verticale.
La désignation du type est composée comme suit :
- 1er caractère : G - Germany (Allemagne)
- 2e caractère : 9 - année modèle 1939
- 3e caractère : code moteur 1 pour 3,6 litres, 9 pour 3,9 litres et 8 pour 3,2 litres
- 4e caractère : 7 - numéro du modèle
- 5e caractère : T - Truck (Camion)
- 6e caractère (si nécessaire) : G - Gazogène / W - version 4x4

Dans la première phase du plan Schell (de), Ford Motor Company Aktiengesellschaft n'a reçu aucune commande de la Wehrmacht car Ford n'était pas considéré comme un "constructeur allemand". Ce n'est qu'à partir de 1939, après que les nazis aient forcé l'entreprise à se renommer "Ford-Werke AG", que des commandes de camions ont été passées. Ford USA a continué à livrer des pièces à l'usine de Cologne jusqu'à ce que les États-Unis entrent en guerre en 1941. Ford est devenu le deuxième fournisseur de la Wehrmacht, près de la moitié des camions de deux à trois tonnes construits en Allemagne provenaient de l'usine Ford de Cologne.
Au début des années 1950, un différend éclate entre Ford et la division automobile de Krupp AG au sujet des noms "Rhein" et "Ruhr" qui étaient déposés. Ford a été obligé de renommer ces modèles série FK,. Les désignations résultent de "Ford Köln" et de la charge utile en kilogrammes. Alors que la cabine de conduite restait inchangée, les nouveaux modèles se présentaient avec un capot large, conçu dans le style américain avec des baguettes chromées horizontales.
- FK2000 - charge utile de 2 tonnes, moteur Ford G28T quatre cylindres de 3.285 cm3 développant 52 ch,
- FK3000 - charge utile de 3 t, moteur Ford G28T développant 57 ch,
- FK3500 V8L - G393T & G398T - charge utile de 3,5 t,  moteur G29T huit cylindres 3.924 cm³ développant 95 ch (100 ch à partir de 1952),
- FK3500D - charge utile de 3,5 t, moteur diesel six cylindres en ligne Hercules à chambre de turbulence, 4.080 cm³ développant 85 puis 94 ch.

Certains de ces camions ont été commercialisés à l'étranger sous le nom de série G350, G600 et G700.
Le FK3500D fut le premier camion diesel Ford allemand de série car jusqu'alors, les camions Ford étaient équipés, uniquement en option, de moteurs diesel Kämper (Berlin). Le choix s'est porté sur le moteur Hercules de 4.080 cm3, qui avait fait ses preuves aux États-Unis, et que Ford fabriquait sous licence de Süddeutsche Bremsen AG (Knorr-Bremsen) mais qui, contrairement à la version américaine, était équipé d'un système d'injection Bosch. Malheureusement, ce moteur s'est révélé très peu fiable et a suscité de très nombreuses plaintes de la part des clients. Il y a eu de nombreux cas où le moteur s'était grippé après seulement 10 ou 20.000 km !.
En 1952, le châssis d'autobus G199B est présenté. La version courte G798B est restée en production jusqu'en 1953. Ce châssis était équipé du moteur à essence Ford V8 développant 100 ch. Un nouveau moteur diesel équipait le châssis G1Y9B (Y pour diesel 6 cylindres). En 1954, Ford a commercialisé des châssis d'autocars FK4000 carrossés par Bauer, Kässbohrer et Voll.
En 1955, à l'IAA de Francfort, Ford présente une nouvelle cabine aux lignes plus modernes, surnommée "dents de requin" avec un bruit caractéristique des nouveaux moteurs diesel deux temps sans soupape. Ces moteurs type AD4 et AD6 développant jusqu'à 120 ch vont anéantir à jamais le futur des camions Ford allemands. Ces moteurs en V à 90° avaient l'avantage de prendre peu de place, ce qui permettait d'avoir une cabine plus courte et donc de libérer une zone de chargement plus longue. Ford caressait de grandes ambitions avec ces moteurs car, en théorie, ils ne devaient avoir que des avantages : faible consommation, métaux légers pour gagner du poids et système modulaire économique. En fait, les moteurs du professeur List, qui avait précédemment développé le diesel deux temps Krupp, se sont avérés très immatures. Un grand nombre de défaillances sont vite apparues (pistons, graissage, etc.). Ces moteurs diesel V4 et V6 ont jeté le discrédit sur Ford, ce qui s'est reflété dans les chiffres de vente. En 1961, le Directeur Général de Ford-Werke AG, John S. Andrews, a arrêté brutalement la production de camions juste avant une inéluctable faillite.
Tout l'outillage a été transféré chez Ford Britain.
| Photo | Modèle                                           | Charge utile      | Période   | Production |
| ----- | ------------------------------------------------ | ----------------- | --------- | ---------- |
|       | AA                                               | 500 / 1.000 kg    | 1931-1932 |            |
|       | BB                                               | 1,75 & 2,5 T      | 1932-1953 |            |
|       | V8-51                                            | 3,0 T             | 1937-1939 |            |
|       | 77-81                                            | 3,0 T             | 1939-1948 |            |
|       | B-3000 (G188TD / G198TS / G188TG)                | 3,0 T             | 1941-1942 |            |
|       | B-3000 (G188T & G188TG) FK3000 (G388TS & G388TG) | 3,0 T             | 1942-1945 | 2.443      |
|       | V-3000 S (G198TS) FK3500 (G398TS)                | 3,3 / 3,5 T       | 1942-1945 | 24.110     |
|       | V-3000 A (G198TWA)                               | 2,91 T            | 1943-1944 | 758        |
|       | Rhein (G398TS)                                   | 3,0 / 3,5 T       | 1948-1951 |            |
|       | Ruhr (G388T)                                     | 3,0 T             | 1948-1951 |            |
|       | Ruhr Schnell-Lastwagen (G38T)                    | 1,5 / 2,0 T       | 1949-1951 |            |
|       | Série FK 2000 - 3000 - 3500 - 4000 - 4500        | 2,0 / 3,0 / 3,5 T | 1951-1955 |            |
|       | FK3500DA (4x4)                                   | 2,0 / 3,0 / 3,5 T | 1951-1955 |            |
|       | FK 2500 - 3500 & 4500                            | 2,5 / 3,5 / 4,5 T | 1955-1961 |            |

Arrêt de la fabrication de camions Ford en Allemagne en 1961.

### Autobus
| Photo | Modèle                        | Capacité | Période   | Production |
| ----- | ----------------------------- | -------- | --------- | ---------- |
|       | BB                            |          | 1932-1939 |            |
|       | V8                            | 29       | 1937-1940 |            |
|       | 77-81                         | 25       | 1940-1941 |            |
|       | Châssis G790B / G798B         | 25       | 1948-1957 |            |
|       | G.398TS Rhein                 | 25       | 1949      |            |
|       | Châssis G199B / G1Y9B / G198B | 25       | 1952-1958 |            |

### Véhicules semi-chenillés
| Photo | Modèle                  | Charge utile | Période   | Production |
| ----- | ----------------------- | ------------ | --------- | ---------- |
|       | V-3000 S/SSM "Maultier" | 2,0 T        | 1942-1944 | 14.952     |

### Véhicules militaires[15]
| Photo | Modèle                                                             | Charge utile | Période   | Production |
| ----- | ------------------------------------------------------------------ | ------------ | --------- | ---------- |
|       | V8-51                                                              | 3 T          | 1937-1939 | ?          |
|       | G198TS (V-3000 S) G398TS (FK.3500)                                 | 3 T          | 1938-1948 | 24.110     |
|       | G917TE - 987T - G997T 77-81                                        | 3 T          | 1939-1950 | 25.199     |
|       | G198TWA (V-3000 A) (4x4)                                           | 3 T          | 1943-1944 |            |
|       | Ford EGa, EGb, EGd, Typ 40 (Schwerer geländegängiger Einheits-Pkw) | 1 T          | 1939-1941 | 1.901      |
|       | G398 SAM (Chèvre de l'OTAN),                                       | 3 T          | 1956-1961 | 8.028      |